# Давыдов, Сергей Иванович (государственный деятель)
Князь Сергей Иванович Давы́дов (1790—1878) — русский государственный деятель, действительный тайный советник, сенатор (1845), вице-президент Императорской Академии Наук.

## Биография
По происхождению из грузинских князей: потомок монархов Кахети — прапра0прапрапрапраправнук царя Александра I. Сын князя Ивана Михайловича Давыдова и его 2-й жены Ксении Васильевны Куломзиной. Получив воспитание в родительском доме, в 1809 году поступил на службу в штат генерал-губернатора новгородского, тверского и ярославского.
С 1812 года служил в чине подпоручика в 3-м пехотном полку Рязанского ополчения и участвовал в походах под Москвой и при преследовании неприятеля, в 1813 году он был причислен к конному полку Костромского ополчения под начальством генерала от инфантерии графа Толстого и уволен из ополчения только в начале 1815 года, пробыв все это время, в 1813—1815 годы, в заграничных походах: в Галиции, Силезии, Богемии, Саксонии и Вестфалии, в Ганноверских владениях, в Голштинии и других регионах.
Участвовал во многих сражениях: при взятии крепостей Магдебурга и Гамбурга, при взятии Дрездена, где он ранен был пулей в руку и др. В 1816 году Давыдов снова поступил на службу в Московский драгунский полк, почти через год был уже адъютантом у генерал-адъютанта Бороздина, в 1818 году он был переведён в лейб-гвардии Уланский полк, а в 1825 году уволен от службы.
Через два года поступил на гражданскую службу. Начав гражданскую службу чиновником особых поручений при министерстве финансов по таможенной части в 1828 году в чине коллежского советника, князь Давыдов был в 1831 году уже витебским вице-губернатором, в 1832 году был переведён вице-губернатором в гродненскую губернию и возведён в звание камергера. В 1833 году назначен правителем Белостокской области.
В 1835 году назначен минским гражданским губернатором, вскоре получил чин действительного статского советника. 5 декабря 1838 года назначен самим императором Николаем I попечителем киевского учебного округа вместо Е. Ф. Брадке. Это назначение произошло вопреки желанию министра народного просвещения графа С. С. Уварова, который назначил в помощники князю Давыдову В. И. Карлгофа, поручив тому фактическое управление округом.
Давыдов, будучи по натуре человеком ленивым, из-за своей некомпетентности и нежелания разбираться в новой для него сфере, фактически устранился о выполнения своих обязанностей, отдав их на откуп чиновников своей канцелярии.
В 1840 году князь Давыдов был награждён орденом Святой Анны 1-й степени, в 1844 году произведён в чин тайного советника и избран почётным членом СПб. АН. В 1845 году он был перемещён в сенаторы и командирован для ревизии в Калужскую губернию.
С 1852 года состоял вице-президентом Императорской академии наук.

## Награды
- Орден Святой Анны 4-й степени (1814)
- Орден Святого Станислава 1-й степени (1838)
- Орден Святой Анны 1-й степени (1840)
- Знак отличия за XXXV лет беспорочной службы (1845)
- Орден Святого Владимира 2-й степени (1849)
- В вечное и потомственное владение из казенных участков 4034 десятины 1788 сажен удобной и неудобной земли в Бузулукском уезде Самарской губернии (23 декабря 1863)[2]
- Орден Белого орла ()